# Ґаґаку
Ґаґаку (літ. "елегантна музика" (яп. 雅楽, Gagaku)) — це тип японської класичної музики, який історично використовувався для імператорської придворної музики та танців. Ґаґаку був розроблений як придворна музика Кіотського імператорського палацу, і його майже сучасна форма була встановлена в період Хейан (794—1185) приблизно в 10 столітті. Сьогодні її виконує Рада церемоній у Токійському Імператорському палаці.
Ґаґаку складається з трьох основних репертуарів:
1. Синтоїстська релігійна музика та імперські пісні та танці, які називаються Kuniburi no utamai (яп. 国風歌舞)
2. Вокальна музика на основі рідної народної поезії під назвою Utaimono (яп. 謡物)
3. Пісні і танці на зарубіжну музику
  1. Китайська, в'єтнамська та індійська форма (зокрема династія Тан), яка називається Tōgaku (яп. 唐楽)
  2. Корейська та маньчжурська форма, яка називається komagaku (яп. 高麗楽)

Ґаґаку, як і сьомйо, використовують гамму йо, пентатонічну гамму з висхідними інтервалами у два, три, два, два і три півтони між п'ятьма звукорядними тонами. Художньо вона відрізняється від музики відповідної китайської форми яю (雅楽), що є терміном, зарезервованим для церемоніальної музики.

## Історія

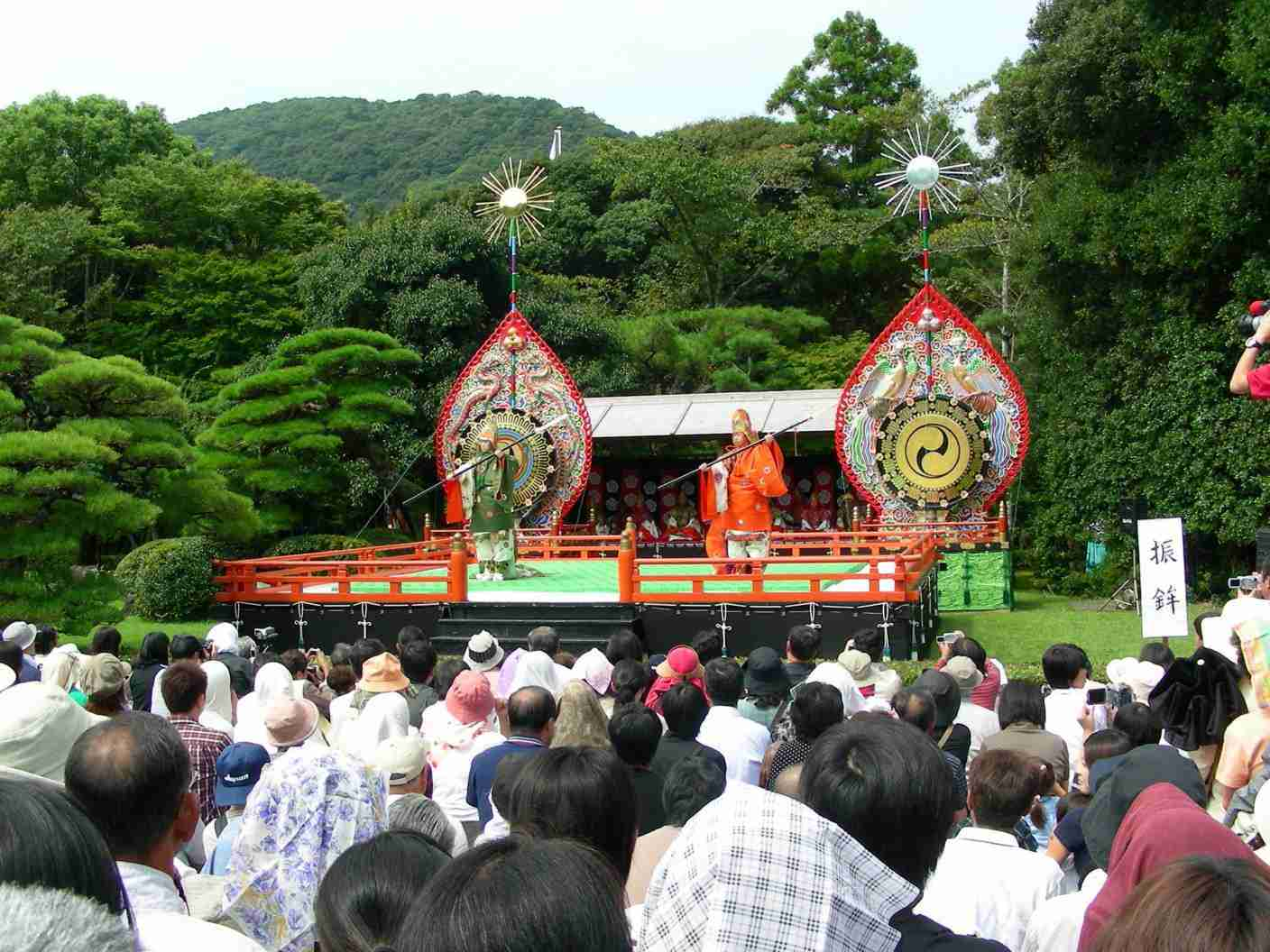
Джінгу-Бугаку в Котайдзінгу (Найку), місто Ісе, префектура Міє

Прототип ґаґаку був завезений у Японію з буддизмом із Китаю. У 589 році японські офіційні дипломатичні делегації були направлені до Китаю (під час династії Суй) для вивчення китайської культури, включаючи китайську придворну музику. До VII століття koto (13-струнна цитра) і biwa (лютня з короткою шийкою) були введені в Японію з Китаю. Різні інструменти, включно з цими двома, першими використовувалися для гри ґаґаку.
Незважаючи на те, що японці використовують той самий термін,雅楽 (яю китайською мовою, ngahngohk кантонською), формою музики, імпортованою з Китаю, була переважно бенкетна музика (engkau), а не церемоніальна музика китайського yǎyuè. Імпорт музики досяг піку під час династії Тан, і ці твори називаються Tōgaku (музика Тан). П'єси Gagaku, що виникли раніше за династії Тан, називаються kogaku (стародавня музика), тоді як ті, що походять після династії Тан, називаються shingaku (нова музика). Сам термін gagaku вперше був записаний у 701 році, коли була заснована перша імперська музична академія Gagakuryō.
Музика з корейського королівства Когурьо була записана ще в 453 році нашої ери, і komagaku врешті-решт використовувався як термін, що охоплював усі корейські твори, а королівство Когурьо називалося японською мовою Кома. Komagaku і Tōgaku утвердилися на півдні Японії в період Нара (710—794). У 736 році також була представлена музика з Індії та В'єтнаму, відома як Tenjikugaku (яп. 天竺楽) та Rinyūgaku (яп. 林邑楽) відповідно.
У період Нара у VIII столітті ґаґаку виконували на національних заходах, таких як спорудження Великого Будди в храмі Тодай-дзі, організовуючи групи для виконання ґаґаку у великих храмах.
З 9 по 10 століття, під час періоду Хейан, традиційний ґаґаку отримав подальший розвиток, ставши чітко японським за стилем через злиття з музичними стилями, властивими Японії, що значно змінило його. Форму ґаґаку було майже завершено шляхом злиття Tōgaku, Komagaku, Tenjikugaku та Rinyūgaku, які були введені з азіатських країн, із Kuniburi no utamai, традиційною японською музикою, та utaimono, піснями, народженими в період Хейан. У цей період було створено багато музичних творів ґаґаку, а музика ґаґаку в іноземному стилі була переаранжована та оновлена. Ґаґаку також було реорганізовано, а музику ґаґаку в іноземному стилі було класифіковано за категоріями під назвами Sahō та Uhō . Китайський, в'єтнамський та індійський стиль був класифікований як Sahō, а корейський та маньчжурський стиль був класифікований як Uhō. Tenjikugaku та Rinyūgaku також були включені до категорії Tōgaku.
Популярність ґаґаку досягла свого піку між 9-м і 10-м століттями, коли придворна аристократія почала проводити приватні концерти, але знизилася в період Камакура (1185—1333), коли влада придворної аристократії зменшилася, а самураїв зросла. Ґаґаку грали музиканти, які належали до спадкових гільдій. У період Камакура було введено військове правління, і ґаґаку зрідка виконували при дворі. У той час існувало три гільдії в Осаці, Нарі та Кіото.
Через війну Онін, громадянську війну з 1467 по 1477 роки під час періоду Муроматі, ансамблі ґаґаку припинили виступи в Кіото приблизно на 100 років. У період Едо сьоґунат Токугава відродив і реорганізував ансамблі у придворному стилі, прямих предків сучасних ансамблів ґаґаку.
Після реставрації Мейдзі 1868 року до столиці приїхали музиканти з усіх трьох гільдій, і їхні нащадки становлять більшу частину нинішнього музичного відділу Імператорського палацу Токіо. На той час був створений нинішній склад ансамблю, який складався з трьох духових інструментів — хітірікі, раютікі та сьо (бамбуковий ротовий орган, який використовується для забезпечення гармонії) — і трьох ударних інструментів — какко (маленький барабан), сьоко (металева перкусія), та тайко (барабан) або дадайко (великий барабан), доповнений двома струнними інструментами — ґакубіва та ґайкусо.
Ґаґаку також супроводжує класичні танцювальні вистави під назвою буґaку (яп. 舞楽). Його можна використовувати в релігійних церемоніях у деяких буддійських храмах.
У 1955 році японський уряд визнав ґаґаку та буґaку важливим національним надбанням.
Сьогодні ґаґаку виконують трьома способами:
- як канґен, концертна музика для духових, струнних і перкусії,
- як буґaку, або танцювальна музика, для якої струнні інструменти опущені.
- як ютаїмоно, спів під акомпанемент музичного інструменту, класифікований на 10 категорій.

Комаґaку виживає тільки як буґaку.
Сучасні ансамблі ґаґаку, такі як рейґакуша (яп. 伶楽舎), виконують сучасні композиції для інструментів ґаґаку. Цей піджанр сучасних творів для інструментів ґаґаку, який почався в 1960-х роках, називається рейґаку (яп. 伶楽). Композитори 20-го століття, такі як Тору Такеміцу, створювали твори для ансамблів ґаґаку, а також для окремих інструментів ґаґаку. У січні 2015 року рейґакуша ґаґаку Ensemble та Ensemble Modern разом виконали Музику з тихими айтаке бельгійського композитора Фредеріка Д'Гене, завдяки чому ґаґаку та західна музика співіснують.

## Використовувані інструменти
Духові, струнні та ударні інструменти є основними елементами музики гагаку. Деякі інструменти, такі як хайсьо, ґоґен біва, куґо, були вилучені з ансамблю в період Хейан і реконструйовані на основі старих документів і деяких залишків інструментів у Сьосоїн в епоху Showa.

### Духові
- Хітірікі (яп. 篳篥), гобой
- O-хітірікі (яп. 大篳篥)
- Рюйтекі (яп. 龍笛), поперечна флейта, що використовується в тоґаку
- Сьо (яп. 笙), губна гармошка
- Ю (яп. 竽), велика губна гармошка
- Комабуе (яп. 高麗笛), поперечна флейта, менша за рютекі, використовується в комагаку
- Азума-асобі-буе (яп. 東遊笛), також називається чукан
- Каґурабю (яп. 神楽笛), поперечна флейта більша за ryūteki, використовується в kuniburi no utamai
- (Давня) Сякухаті (яп. 尺八)
- Хайсьо (яп. 排簫), сопілка

### Струнні
- Ґаку біва (яп. 楽琵琶), 4-струнна лютня
- Ґоґен біва (яп. 五絃琵琶), 5-струнна лютня
- Ґайкусо (яп. 楽箏), 13-струнна цитра китайського походження
- Куґо (яп. 箜篌), кутова арфа, використовувана в давнину і нещодавно відроджена
- Ґенкан (яп. 阮咸)
- Яматоґото (яп. 大和琴), цитра японського походження, 6 або 7 струн

### Ударні
- Сьоко (яп. 鉦鼓), маленький гонг, ударений двома роговими колотками
- Какко (яп. 鞨鼓/羯鼓), маленький барабан у формі пісочного годинника, по якому вдаряли двома дерев'яними паличками
- Цурі-дайко (яп. 釣太鼓), барабан на підставці з ошатно розмальованою головою, на якому грають двома м'якими паличками
- Да-дайко (яп. 鼉太鼓), великі барабани, які використовуються на фестивалях
- Ікко (яп. 一鼓), маленький, вишукано прикрашений барабан у формі пісочного годинника
- Сан-но-цудзумі (яп. 三の鼓), барабан у формі пісочного годинника
- Сякубьоші (яп. 笏拍子), плескач, зроблений з пари плоских дерев'яних паличок
- Hōkyō (яп. 方響)
- Судзу (яп. 鈴), дзвіночок, характерний для танцю Мікомай, який виконується як Мі-каґура
- Цудзумі (яп. 鼓), барабан із пісочним годинником, специфічний для танцю Шірабіоші, який виконується як Mi-каґура

## Вплив на західну музику
Починаючи з 20-го століття, кілька західних класичних композиторів зацікавилися ґаґаку та створили твори на основі ґаґаку. Найвідомішими серед них є Генрі Ковелл (Онґаку, 1957), Ла Монте Янг (численні твори дронової музики, але особливо Тріо для струнних, 1958), Алан Ованесс (численні твори), Олів'є Мессіан (Сім хай-кай, 1962), Лу Гаррісон (Тихоокеанський рондо, 1963), Бенджамін Бріттен (Річка Керлю, 1964), Бенгт Гамбреус (Шоґаку, з Три п'єси для органу, 1967), Акош Надь (Завуальований квартет зморшок 2010), Ярослав Капусцінський (численні твори), Сара Піблз (численні роботи), Мітіко Тояма (Вака, 1960) і Тім Гекер (Конойо, 2018).
Один із найвидатніших музикантів ґаґаку 20-го століття, Масатаро Тогі (який багато років працював головним придворним музикантом), навчав грі на інструментах гагаку таких американських композиторів, як Алан Ованесс і Річард Тейтельбаум.

## Інший культурний вплив
Американський поет Стів Річмонд розробив унікальний стиль, заснований на ритмах ґаґаку. На початку 1960-х Річмонд чув музику ґаґаку на платівках кафедри етномузикології Каліфорнійського університету в Лос-Анджелесі. У 2009 році в інтерв'ю з письменником Беном Плезантсом Річмонд стверджував, що він написав приблизно 8000–9000 віршів ґаґаку.